# Фурукава Йосіо
Йосіо Фурукава (яп. 古川 好男, нар. 5 липня 1934, Префектура Осака) — японський футболіст, що грав на позиції воротаря. Виступав за національну збірну Японії.

## Клубна кар'єра
У дорослому футболі дебютував 1957 року виступами за команду «Dunlop Japan», кольори якої і захищав протягом усієї своєї кар'єри гравця.

## Виступи за збірні
1956 року захищав кольори олімпійської збірної Японії на Олімпійських іграх 1956 року у Мельбурні.
1958 року дебютував в офіційних матчах у складі національної збірної Японії. Протягом кар'єри у національній команді, яка тривала 5 років, провів у формі головної команди країни 14 матчів, пропустивши 24 голи.
| Дата       | Місто        | Господарі      | Результат | Гості          | Турнір                 | Голи | Примітки |
| ---------- | ------------ | -------------- | --------- | -------------- | ---------------------- | ---- | -------- |
| 26-5-1958  | Токіо        | Японія         | 2 – 1     | Філіппіни      | Азійські ігри 1958     | -1   |          |
| 28-5-1958  | Токіо        | Японія         | 0 – 2     | Гонконг        | Азійські ігри 1958     | -2   |          |
| 25-12-1958 | Гонконг      | Гонконг        | 5 – 2     | Японія         | товариський матч       | -5   |          |
| 4-1-1959   | Джорджтаун   | Малайзія       | 3 – 1     | Японія         | товариський матч       | -1   |          |
| 10-1-1959  | Сінгапур     | Сінгапур       | 3 – 4     | Японія         | товариський матч       | -3   |          |
| 11-1-1959  | Сінгапур     | Сінгапур       | 3 – 2     | Японія         | товариський матч       | -3   |          |
| 31-8-1959  | Куала-Лумпур | Японія         | 1 – 1     | Гонконг        | Pestabola Merdeka 1959 | -1   |          |
| 2-9-1959   | Куала-Лумпур | Японія         | 2 – 4     | Гонконг        | Pestabola Merdeka 1959 | -4   |          |
| 3-9-1959   | Куала-Лумпур | Сінгапур       | 1 – 4     | Японія         | Pestabola Merdeka 1959 | -1   |          |
| 5-9-1959   | Куала-Лумпур | Японія         | 0 – 0     | Південна Корея | Pestabola Merdeka 1959 | -    |          |
| 6-9-1959   | Куала-Лумпур | Південна Корея | 3 – 1     | Японія         | Pestabola Merdeka 1959 | -    |          |
| 15-8-1961  | Сінгапур     | Індонезія      | 2 – 0     | Японія         | товариський матч       | -2   |          |
| 12-9-1962  | Куала-Лумпур | Пакистан       | 1 – 1     | Японія         | Pestabola Merdeka 1962 | -1   |          |
| 21-9-1962  | Сінгапур     | Сінгапур       | 2 – 1     | Японія         | товариський матч       | -    | 59'      |
| Усього     |              | Матчів         | 14        |                | Голів                  | -24  |          |